# Isla Ruapuke
La isla Ruapuke (en inglés: Ruapuke Island) es una de las islas más al sur de la cadena principal de islas de Nueva Zelanda. Se encuentra a 15 kilómetros (9,3 millas) al sureste de Bluff y 32 kilómetros (20 millas) al noreste de Oban en la isla de Stewart (también llamada de Rakiura). La isla tiene una superficie de unos 16 kilómetros cuadrados (6 millas cuadradas). Protege el extremo oriental del estrecho de Foveaux. La isla está deshabitada, pero antes tenía una población maorí de 200 personas.